# Jeron Robinson
Jeron Robinson ou Jerron Robinson (né le 30 avril 1991 à Angleton) est un athlète américain, spécialiste du saut en hauteur.

## Carrière
Le 9 mai 2015, il franchit 2,31 m à San Angelo, pour remporter les championnats NCAA, seconde division, ce qui améliore son précédent record de 2,30 m obtenu le 23 mai 2014 à Allendale. Il est sélectionné dans l'équipe américaine des Championnats du monde à Pékin en 2015, en dépit de sa 4e place aux championnats des États-Unis 2015 ainsi qu'aux Jeux panaméricains à Toronto, avec 2,28 m. Le 20 février 2016, il porte son record en salle à 2,29 m à Alamosa. 
Le 8 juin 2017, il saute 2,30 m à Houston, minima pour les Championnats du monde. Il est sélectionné pour ces Championnats du monde 2017, bien qu'arrivé 4e lors des championnats nationaux à Sacramento, un des trois sauteurs arrivé devant lui, Erik Kynard ayant obtenu une wild-card.
Il remporte en égalant son record personnel les Championnats des États-Unis 2018 à Des Moines.
Il se classe 11e des championnats du monde 2019 à Doha avec 2,24 m.